# Shigeyoshi Suzuki
Shigeyoshi Suzuki (Fukushima, 13. listopada 1902. – 20. prosinca 1971.) japanski je nogometaš.

## Klupska karijera
Igrao je za Waseda WMW.

## Reprezentativna karijera
Za japansku reprezentaciju igrao je 1927. godine. Odigrao je 2 utakmice postigavši 1 pogodak.

## Statistika
| Japan  | Japan | Japan |
| Godina | Nas.  | Gol.  |
| ------ | ----- | ----- |
| 1927.  | 2     | 1     |
| Ukupno | 2     | 1     |

## Vanjske poveznice
- National Football Teams
- Japan National Football Team Database